# قناة مقنطرة

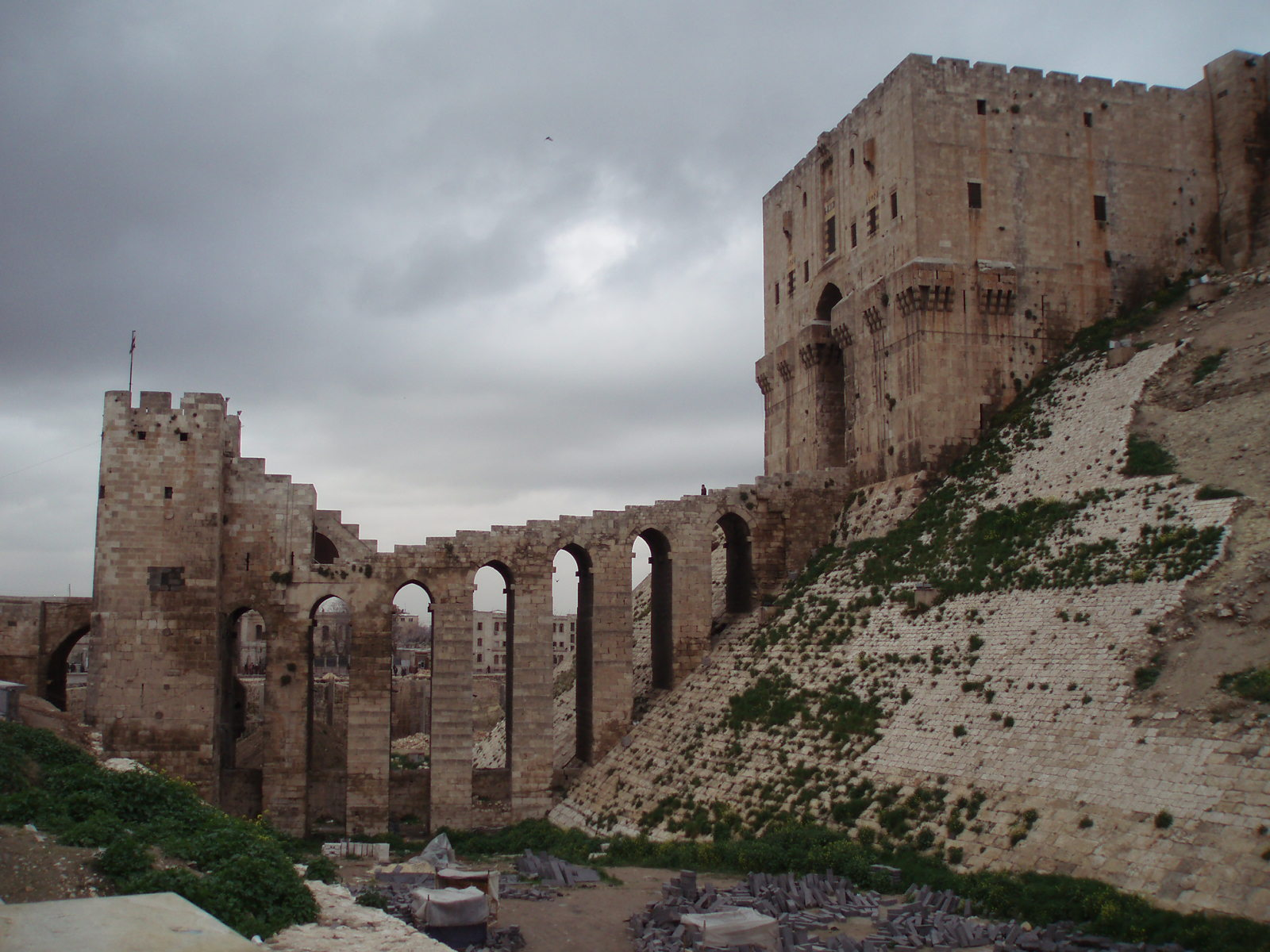
قلعة حلب

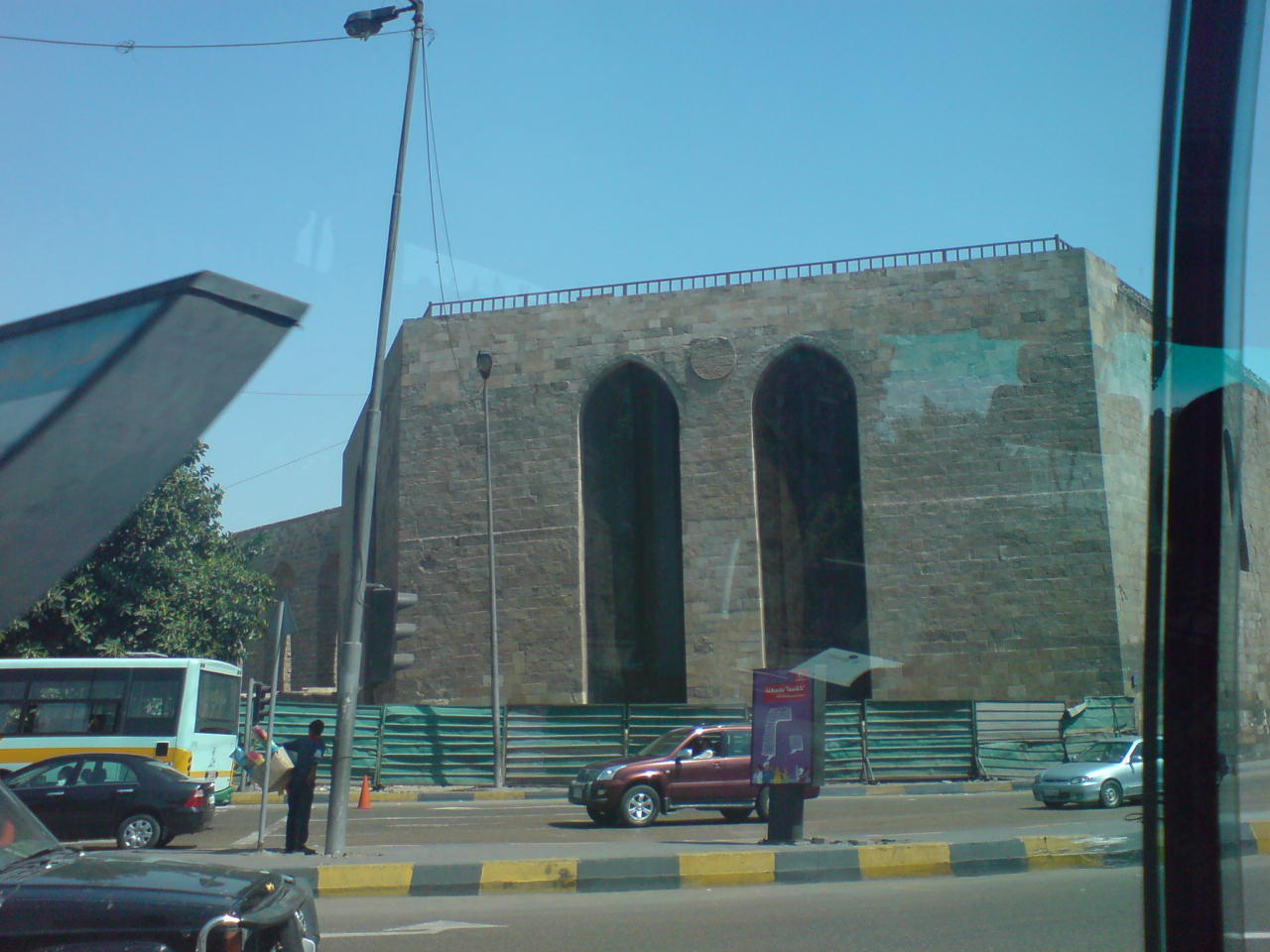
سور مجرى العيون بالقاهرة

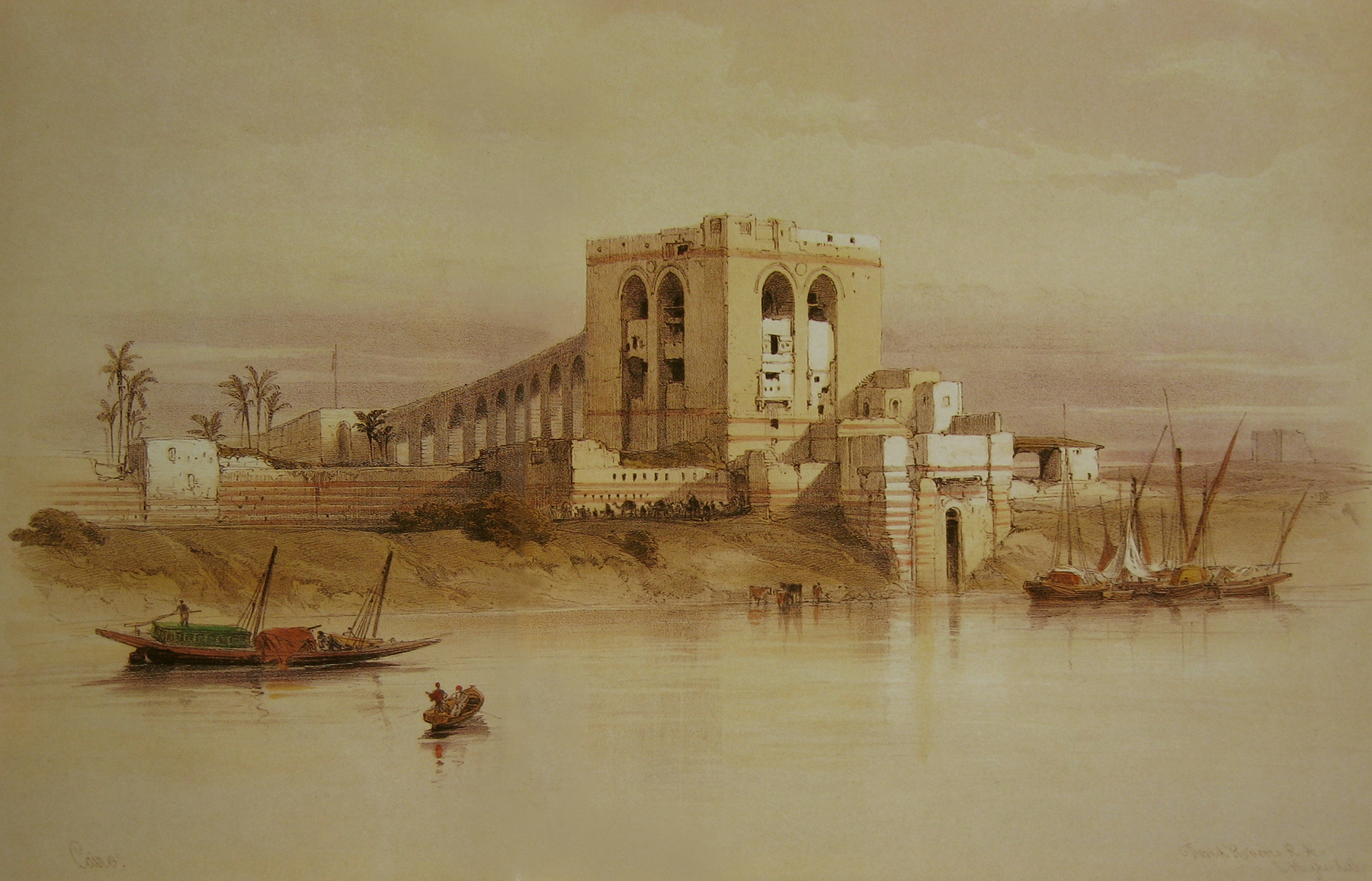
لوحة فنية ترجع لسنة 1838م تبين بداية قناة اصطناعية في جزيرة الروضة

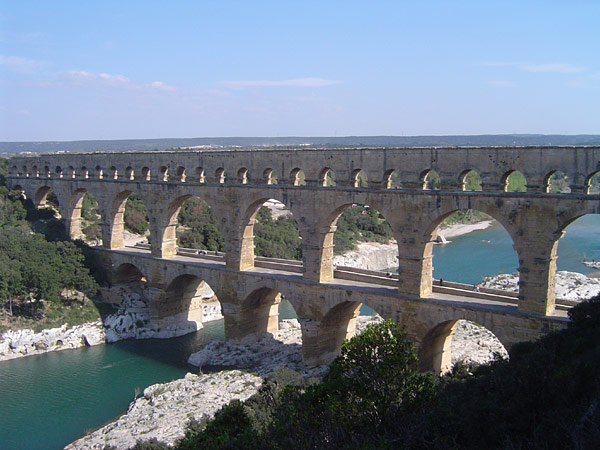
بونت دو جارد، في فرنسا، قناة رومانية بُنيت تقريبًا عام 19 قبل الميلاد. وهي واحدة من أشد المعالم السياحية جذبًا للسياح في فرنسا وتعد واحدة من مواقع التراث العالمي.

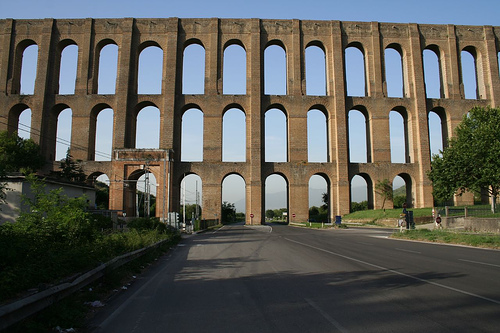
قناة فانفيتيلي، في إيطاليا، بناها لويجي فانفيتيلي، وتعد واحدة من مواقع التراث العالمي وواحدة من أروع أمثلة القنوات في أوروبا.

القنوات المقنطرة والقناطر المائية  والقنوات المرفوعة والمجاري المرفوعة والبدالات والحنايا والساقية هي قنوات (مجار مائية) مشيّدة على قناطر تُنشأ بغرض توصيل المياه وتجريتها إلى مسافات بعيدة مدفوعة بطاقة الوضع. ويستخدم هذا المصطلح في الهندسة الحديثة للتعبير عن أي نظام للمواسير وقنوات الري والأنفاق وغير ذلك من الإنشاءات المستخدمة لهذا الغرض.
وفي الاستخدام الأكثر محدودية، ينطبق مصطلح القناة (جسر مائي في بعض الأحيان) على أي جسر أو قنطرة تنقل المياه — بدلاً من ممر أو طريق أو سكة حديدية — عبر إحدى الفتحات. وتستخدم القناة الملاحية المرفوعة روابطا لنقل القوارب أو السفن. ويجب أن تمتد القنوات وتعبر على نفس مستوى المجاري المائية على كلا الطرفين.

## القنوات القديمة

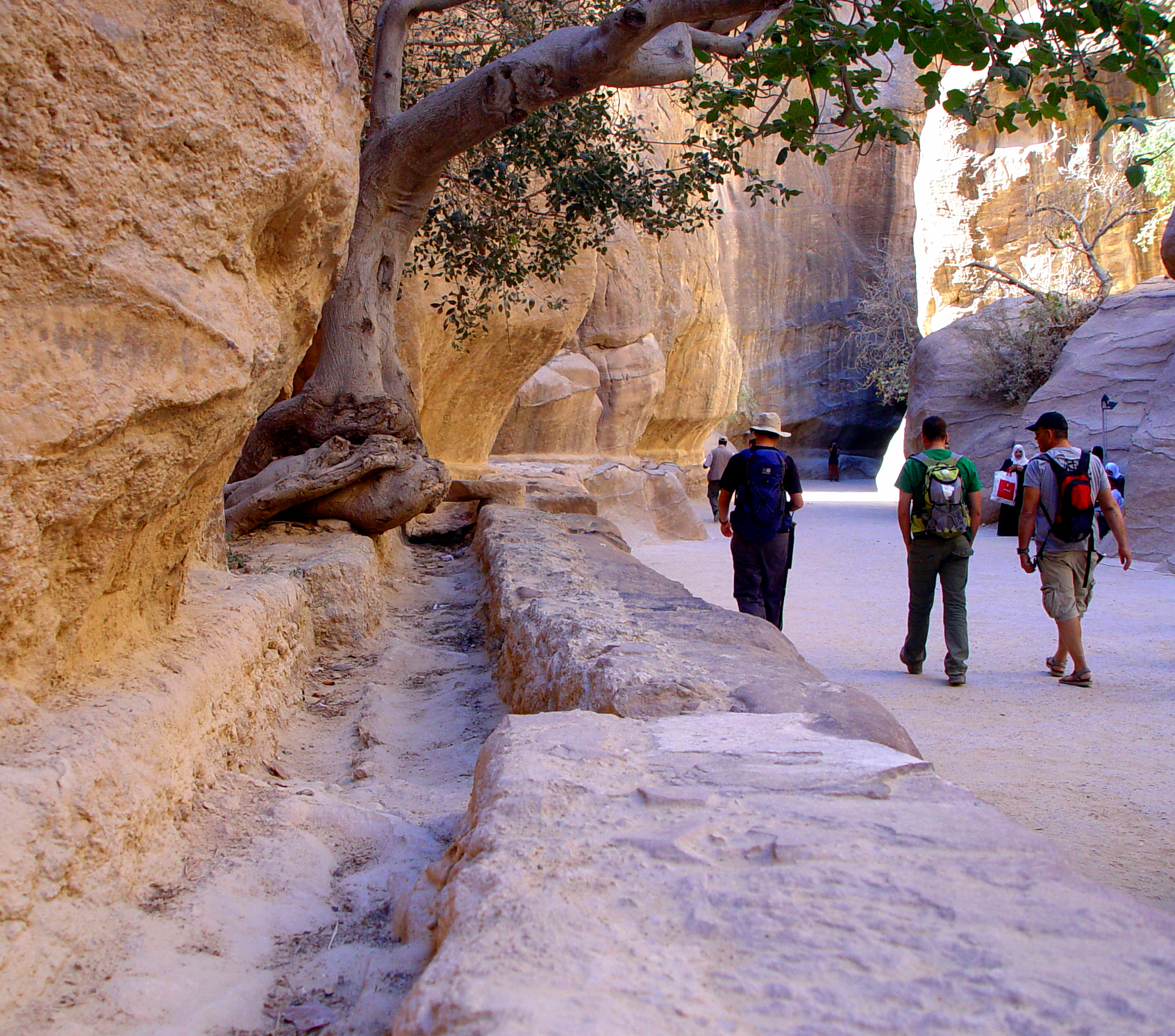
نبطية موجودة في البتراء (الأردن)

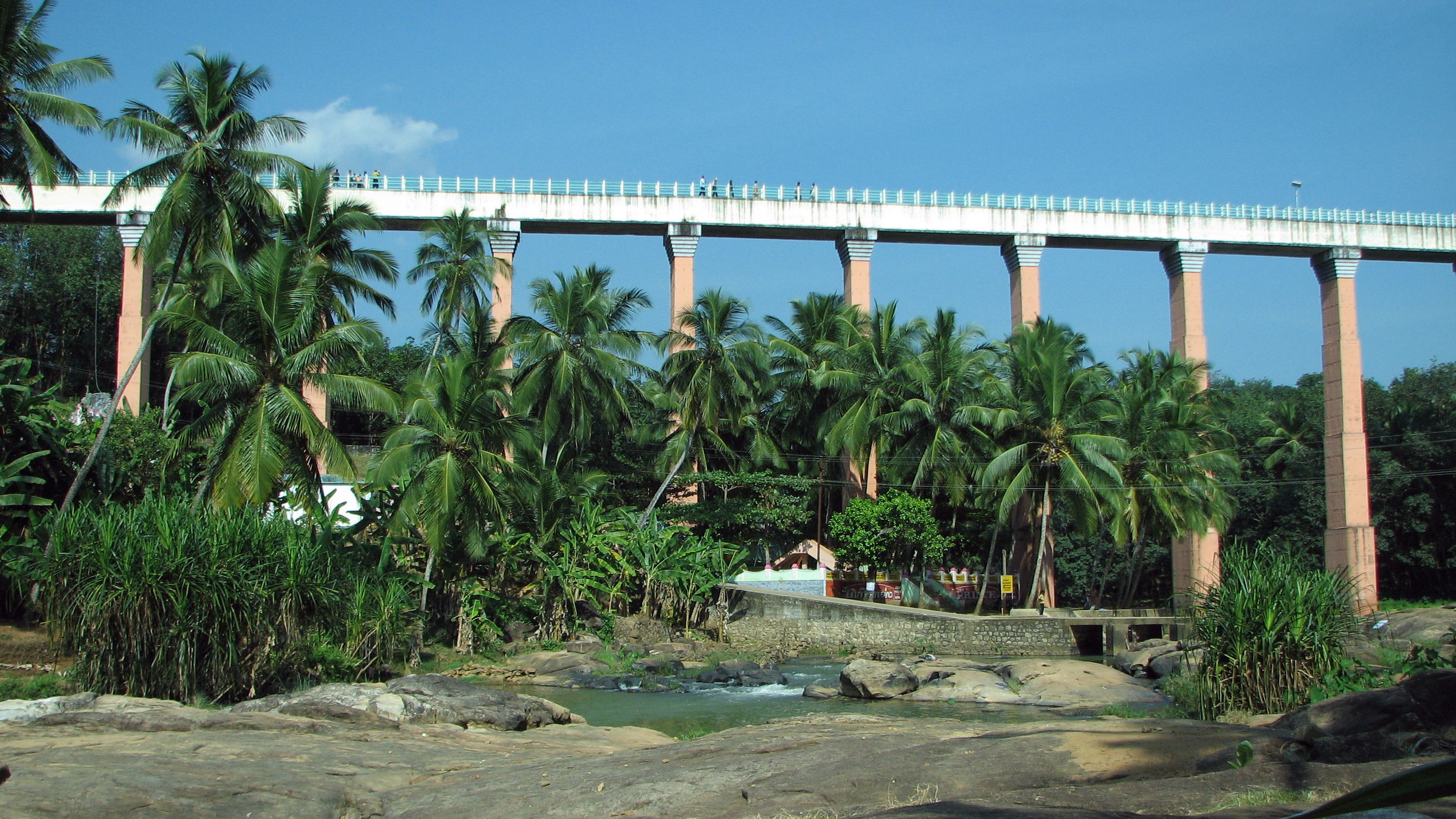
قناة ماثور، بالهند

على الرغم من ارتباطها بشكل خاص بحضارة الرومان، فلقد تم ابتكار القنوات قبل ذلك بكثير في اليونان والشرق الأدنى وشبه القارة الهندية، حيث قامت شعوب مثل المصريين والهاربان ببناء أنظمة ري معقدة. وقد استخدمت القنوات التي تم حفرها وفقًا للطراز الروماني في باكورة القرن السابع قبل الميلاد حينما بنى الآشوريون قناة من الحجر الجيري بطول 80 كم وكانت تشتمل على جزء بارتفاع 10 أمتار قاطعة مسافة 300 متر بعرض الوادي حاملة المياه إلى عاصمتهم، مدينة نينوى.

### الهند
من المعتقد أن شبه القارة الهندية تضم بعضًا من أقدم القنوات. ويمكن العثور على أدلة تثبت ذلك في مواقع حالية في هامبي، ولاية كارناتاكا. وقد كانت القنوات الهائلة الممتدة بالقرب من نهر تونجابهادرا التي يستخدم بغرض توفير مياه الري تبلغ حينها 15 ميل (24 كم) طولاً. وكانت المجاري المائية توفر المياه وتضخها في أحواض الاستحمام الملكية.

### سلطنة عمان
في سلطنة عمان منذ العصر الحديدي (عُثر في سالو وبات وغيرها من المواقع) على نظام للقنوات المحفورة تحت الأرض تسمى أفلاج؛ حيث يتم إنشاء سلسلة من ممرات الهواء العمودية التي تشبه الآبار والمتصلة بأنفاق أفقية بدرجة معتدلة.
وهناك ثلاثة أنواع للأفلاج
- الداوودية حيث تمتد القنوات تحت الأرض
- الغيلية حيث يلزم وجود سد لتجميع المياه
- العينية حيث يُعتمد على مياه الينابيع كمصدر للمياه

وقد ساعدت هذه القنوات على انتشار الزراعة على نطاق واسع وازدهارها في بيئة تتميز بالتربة الجافة

### مصر
- سور مجرى العيون لتوصيل مياه النيل إلي قلعة الجبل.

### بلاد فارس (إيران)
منذ عصور سحيقة في بلاد فارس، تم إنشاء نظام من القنوات التي تجري تحت الأرض يسمي قناة؛ حيث توجد سلسلة من ممرات الهواء العمودية التي تشبه الآبار والمتصلة بأنفاق مائلة بدرجة معتدلة. ويتم في هذه الطريقة:
- الضغط على المياه الجوفية بطريقة ما بحيث تعمل القناة على توصيل المياه إلى السطح دون الحاجة إلى الضخ. وتقطر المياه بفعل الجاذبية الأرضية إلى وجهة على مستوى أدنى من المنبع الذي عادة ما يكون طبقة مياه جوفية.
- السماح بنقل المياه لمسافات بعيدة في ظروف المناخ الحار والجاف دون فقد نسبة كبيرة من مياه المنبع عن طريق التسرب والتبخر.

### اليونان
على جزيرة ساموس، تم بناء نفق يوباليونس في إقليم بوليكراتس (538 - 522 قبل الميلاد). وكان يعتبر بمثابة قناة تحت الأرض تجلب المياه العذبة إلى بيتاغوريون تقريبًا لمدة ألف عام.

### الرومان
تم بناء القنوات الرومانية في جميع أرجاء الإمبراطورية الرومانية بأسرها، بدءًا من ألمانيا وصولاً إلى إفريقيا، وفي مدينة روما على وجه خاص حيث بلغ إجمالي طول القنوات بها حوالي 415 كم. عملت هذه القنوات على توفير المياه في المراحيض العامة وتوفير مياه الشرب في المدن الكبيرة الواقعة في أنحاء الإمبراطورية ووضعت معيارًا للهندسة لم يتم تجاوزه لما يزيد عن ألف عام.

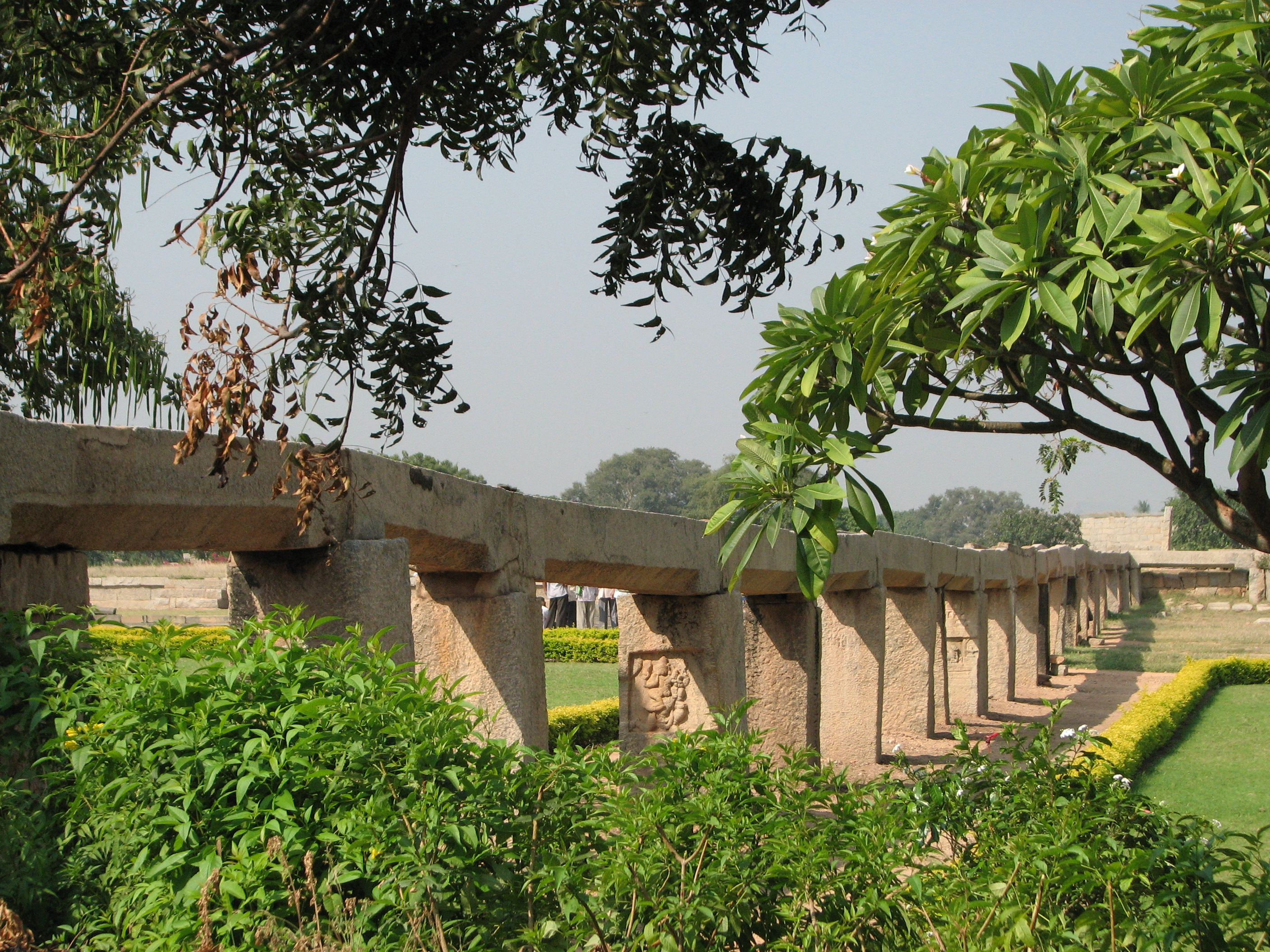
قناة هندية قديمة في هامبي

### أمريكا الجنوبية
بالقرب من مدينة بيرو في نازكا، تم بناء نظام قديم للقنوات فيما قبل النظام الكولومبي كان يطلق عليه بوكيوسولا يزال يجري استخدامه حتى هذه الآونة. وقد تم صنعه من الأحجار الموضوعة بشكل معقد وهي مادة بناء مستخدمة على نطاق واسع في ثقافة النازكا. ولا تزال الفترة الزمنية التي استخدم فهيا هذا النظام محلاً للنقاش، إلا أن هناك بعض الدلائل التي تدعم القول بأن استخدامه جرى تقريبًا في الفترة من 540 إلى 552 قبل الميلاد بسبب فترات الجفاف التي تعرضت لها المنطقة.
عندما وصل المستكشفون الأوروبيون إلى العاصمة آزتك عاصمة تينوتشتيتلان في بداية القرن السادس عشر، تم اكتشاف أن المدينة تزود بالمياه من خلال قناتين فقط.

### سيريلانكا
وُجد أنه كان هناك استخدام كثيف للقنوات الموسعة في سيريلانكا القديمة.

## القنوات الحديثة
في العصور الحديثة، تم بناء أضخم القنوات على الإطلاق في الولايات المتحدة لتوفير المياه للمدن الكبرى بالبلاد. تنقل قناة كاتسكيل المياه إلى مدينة نيويورك على مسافة 120 ميلاً (190 كم)، ولكنها تتضاءل بسبب امتداد قنوات أخرى في الغرب الأقصى من البلاد، ولاسيما قناة نهر كولورادو التي تمد منطقة لوس أنجلوس بالمياه من نهر كولورادو والتي تجري 400 كم تقريبًا باتجاه الشرق و701.5 ميلاً (1129 كم)، بالإضافة إلى قناة كاليفورنيا التي تمتد من دلتا نهر سان هواكين- مدينة ساكرامنتو وحتى بحيرة بيريس. ويمثل مشروع وسط أريزونا أكثر القنوات المبنية اتساعًا وأعلاها تكلفةً على مستوى الولايات المتحدة. فهذا المشروع يمتد على مسافة 336 ميلاً من منبعه بالقرب من باركر، أريزونا وحتى مناطق التجمع الحضري في فينيكس وتوسان.
ويمثل جسر خط الأنابيب الصورة الحديثة لنظام القنوات.

## الاستخدامات

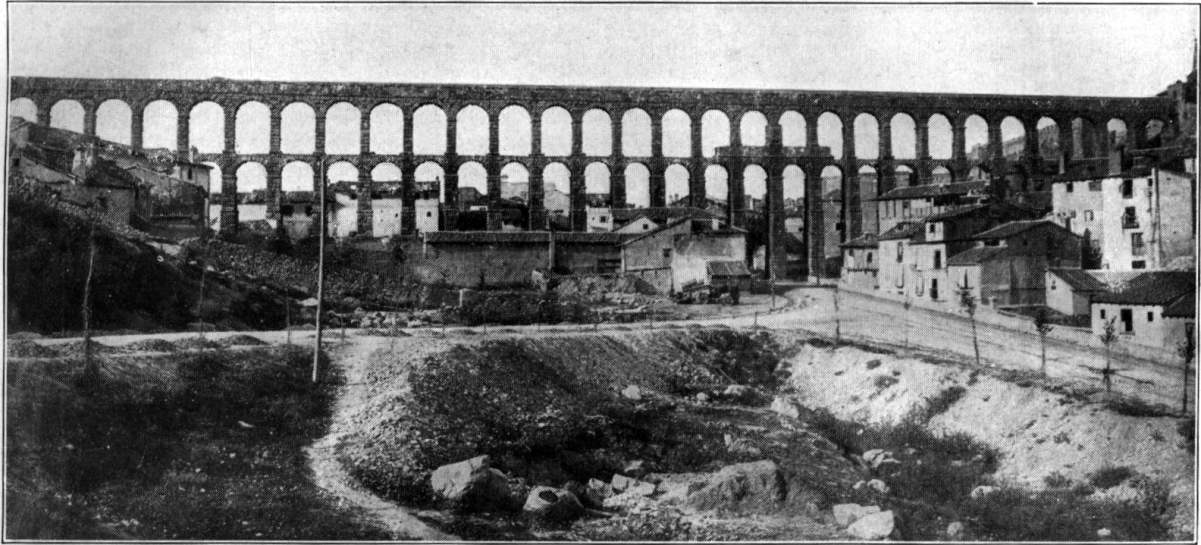
شقوبية، إسبانيا. قناة رومانية

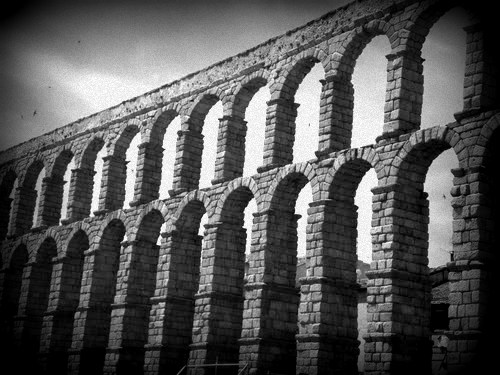
قناة شقوبية

قامت المجتمعات الزراعية على مر العصور بإنشاء القنوات لأغراض ري المحاصيل الزراعية. قام أرخميدس باختراع مضخة المياه وهي وسيلة لرفع المياه لاستخدامها في ري أراضي زراعة المحاصيل.
وهناك استخدام آخر للقنوات وهو مد المدن الكبيرة بمياه الشرب. فلا تزال هناك بعض القنوات الرومانية التي تستخدم لتوفير المياه إلى روما حتى الآن. ويوجد أيضًا في كاليفورنيا بالولايات المتحدة ثلاث قنوات ضخمة توفر المياه لمئات الأميال في منطقة لوس أنجلوس. وتمتد اثنتان من نهر أوينز بينما تمتد الثالثة من نهر كولورادو.
أما في العصور الحديثة، تستخدم القنوات لأغراض النقل للسماح لـ قوارب القنوات بعبور الوهاد والأودية. وأثناء الثورة الصناعية التي بزغت في القرن الثامن عشر، أُنشئت القنوات باعتبارها جزءًا من الطفرة التي حدثت في إنشاء المجاري المائية.
أما في مشاريع الهندسة المدنية الحديثة، فالأمر يتطلب دراسة تفصيلية وتحليلاً حول نظام السريان في القنوات المفتوحة بوجه عام لدعم التحكم في الفيضان وأنظمة الري وأنظمة توفير كميات ضخمة من المياه حيث تكون القناة هي الحل الأكثر تفضيلاً من خط الأنابيب.
في الماضي، غالبًا ما كانت تحتوي القنوات على مجاري مائية محفورة في الأرض أو مواد مسامية ولكن كانت هناك كميات هائلة من المياه عرضة للفقد خلال هذه القنوات غير محددة الأطراف. ومع الندرة التي تتعرض لها المياه بدرجة متزايدة، فيجري الآن وضع حدود خرسانية لهذه القنوات، أو مبلمرات أو تربة لا تنفذ منها المياه. وفي بعض الحالات، يتم إنشاء قناة جديدة بامتداد القناة الأقدم حيث لا يمكن إغلاق القناة أثناء الإنشاء.

## أشهر القنوات

### قنوات اليونان القديمة
- قناة يوبالينوسفي الجزيرة اليونانالتي تسمى ساموس.

### القنوات الرومانية
- بونت دو جارد في جنوب فرنسا
- قناة باربيجال، فرنسا

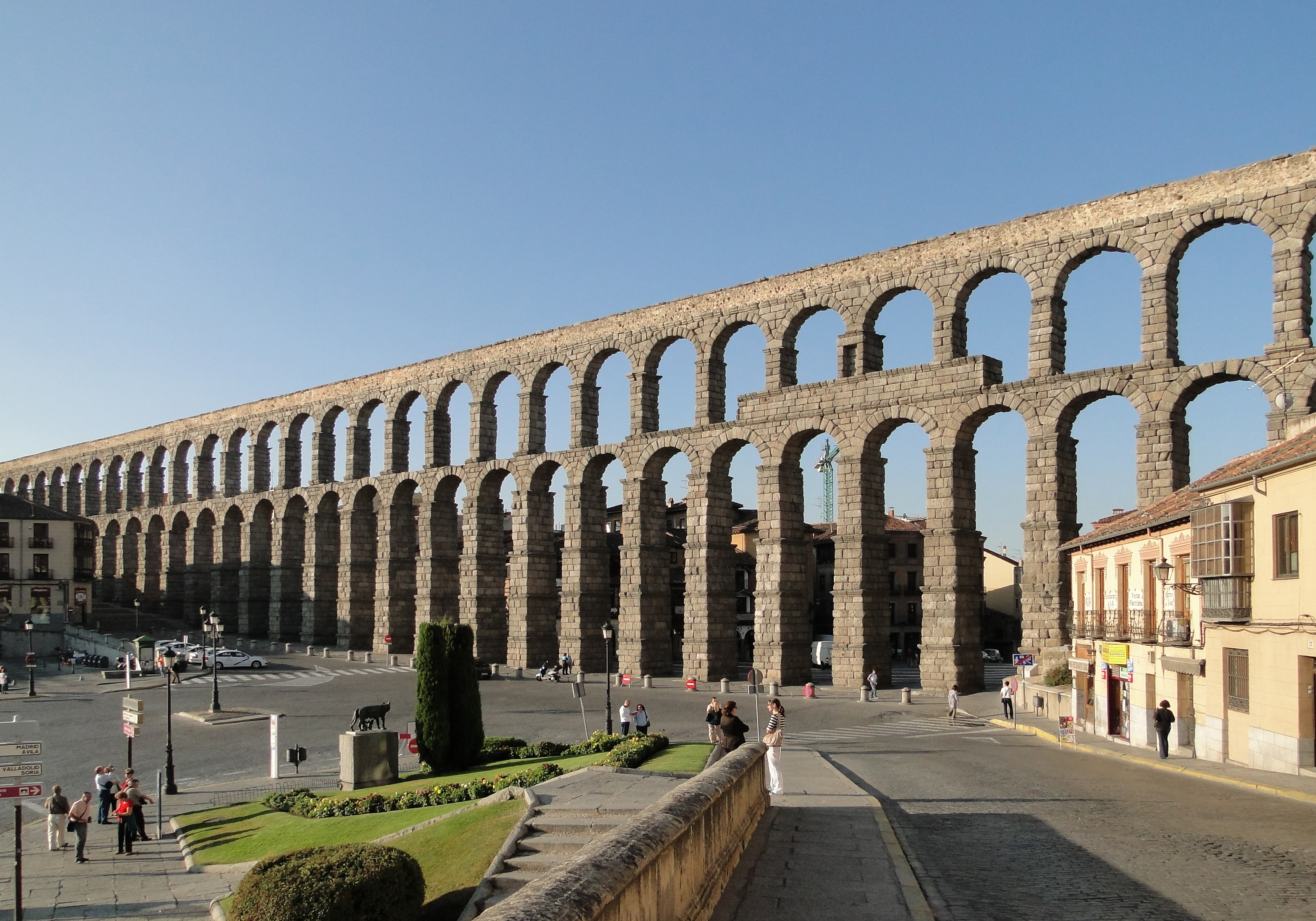
قناة شقوبية

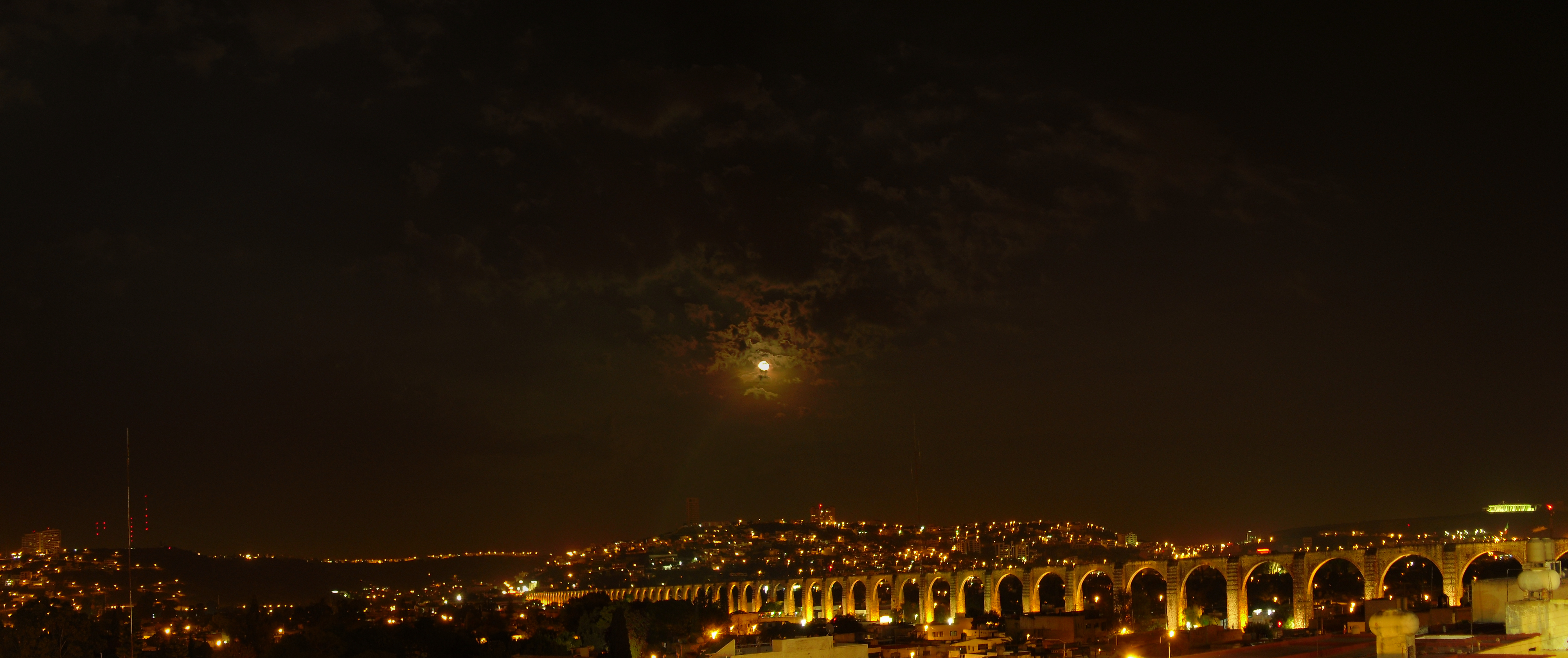
قناة سانتياغو دي كويريتارو، المكسيك

- قناة سان سيباستيان، في كويمبرا، البرتغال
- قناة إيفل، ألمانيا
- القيصرية، في ما يعرف الآن باسم دولة إسرائيل
- باتراس، اليونان
- قناة شقوبية، إسبانيا
- قناة المعجزات، في مريدا، إسبانيا
- طراغونة، إسبانيا
- المنكب، إسبانيا (5 قنوات - 4 قنوات منهم لا يزال يجري استخدامها حتى الآن)
- قناة فالنس، في إسطنبول، تركيا
- أكوا أوغوستا، إيطاليا
- أكوا كلوديا وأنيو نوفس، باعتبارها جزءًا من بورتا ماجورى، في روما، إيطاليا
- قناة سكوبيه، في سكوبيه، جمهورية مقدونيا

### قنوات أخرى

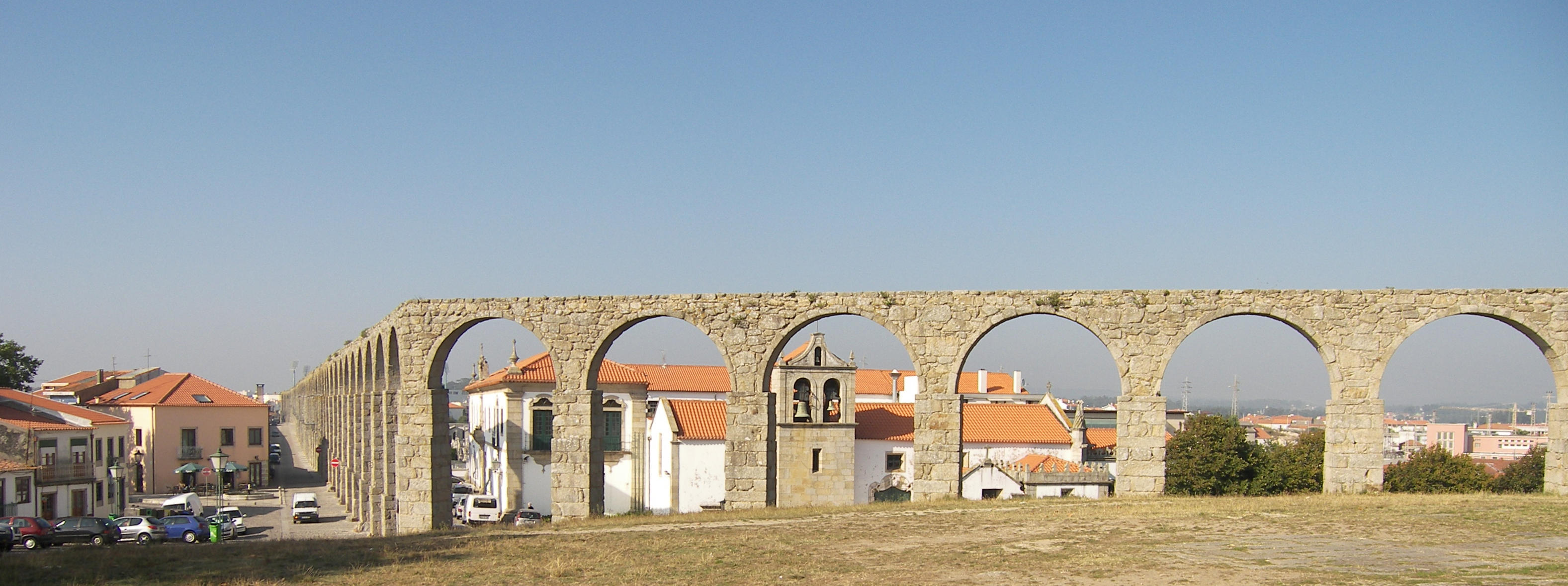
قناة في فيلا دو كوند، البرتغال

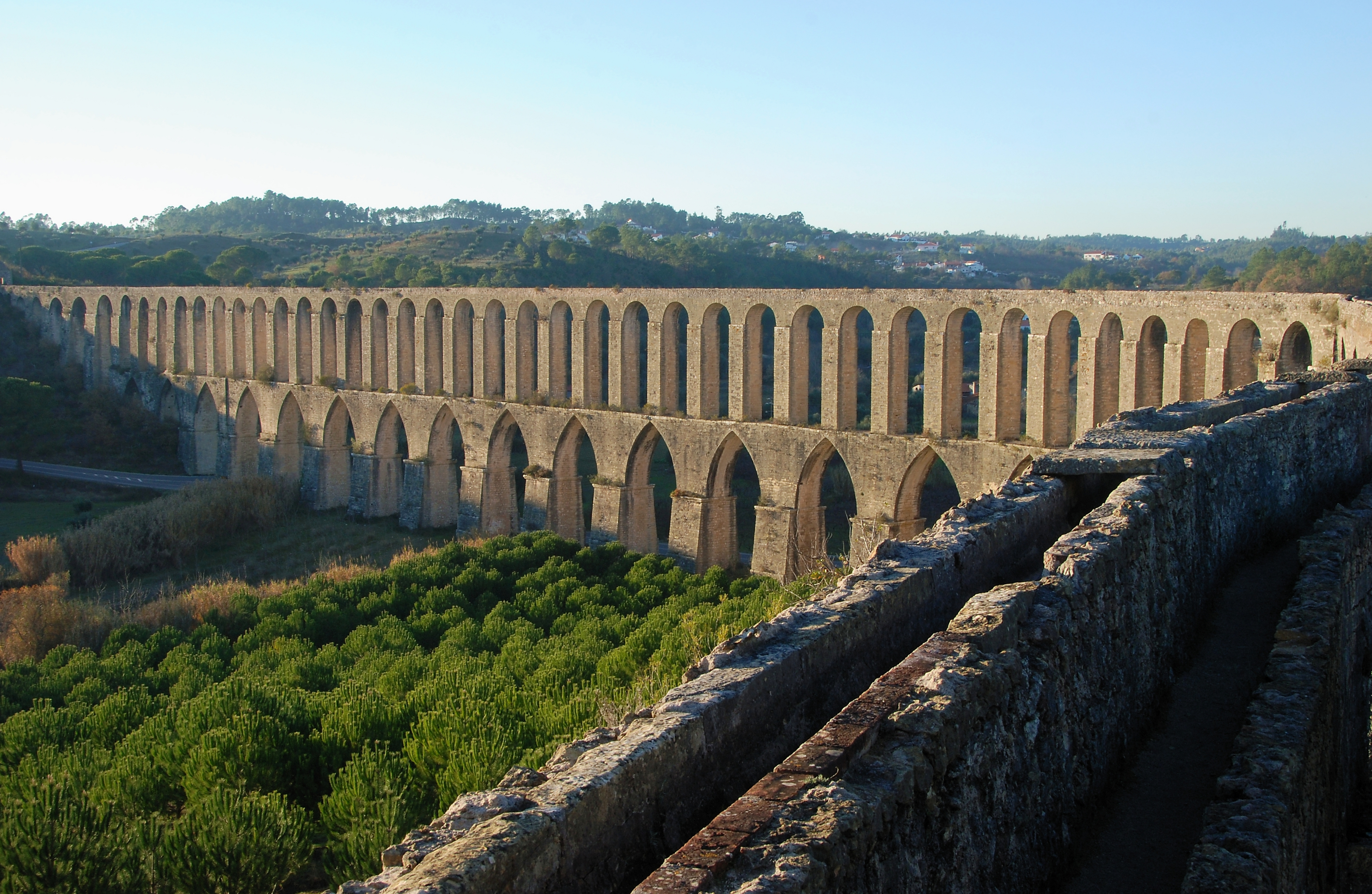
قناة بيجو في تومار ، البرتغال

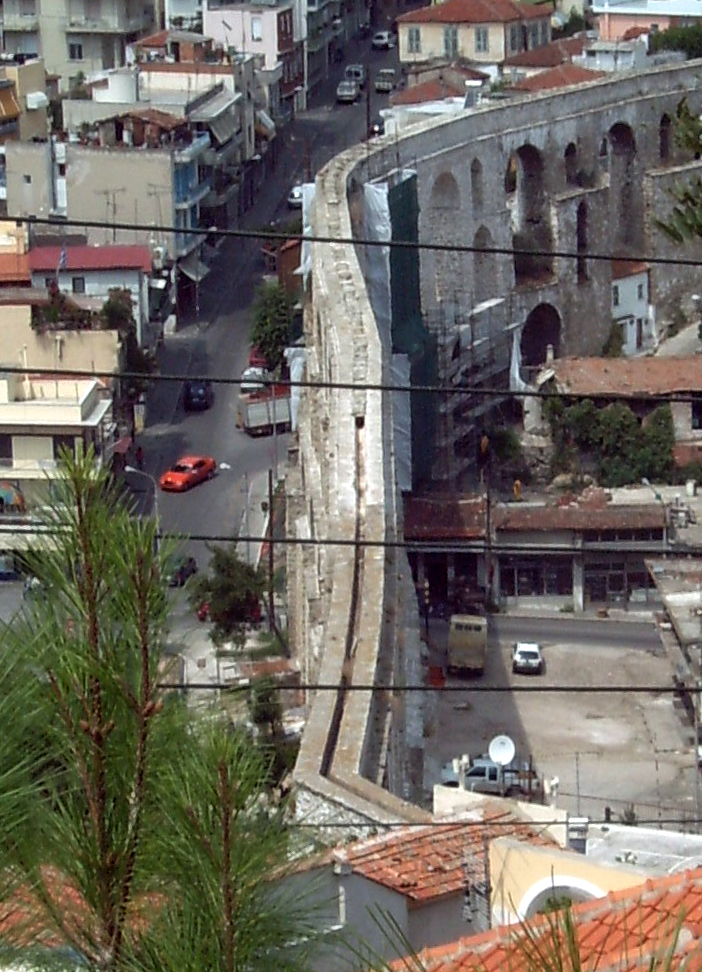
قناة كافالا، اليونان

- قناة ويجناكورت، في مالطا. بُنيت في القرن السادس عشر لنقل المياه من عاصمة مالطا القديمة مدينة إلى العاصمة الجديدة فاليتا. أما الآن، فلا يظهر سوى جزء منها في التجمعات في بالزان وبيركيركارا وسانتا فينيرا.
- قناة سانت كليمنت، في مونبلييه، فرنسا - القرن السابع عشر
- قناة بار، في الجبل الأسود - القرن السادس عشر
- قناة آجواس ليفرس، في لشبونة ، البرتغال (تم بناؤها عام 1731-1748)
- قناة أوبيدوس، في أوبيدوس، البرتغال (تم بناؤها عام 1570)
- قناة سيتوبال في سيتوبال، بالبرتغال (تم بناؤها عام 1696)
- قناة بيجو في تومار، البرتغال (تم بناؤها عام 1593)
- قناة آجوا دا براتا، في يابرة، البرتغال (تم بناؤها عام 1531–1537)
- قناة سانتا كلارا، في فيلا دو كوند، بالبرتغال
- قناة كاريوكا في ريو دي جانيرو، البرازيل (تم بناؤها عام 1744–1750)
- قناة طرويل، إسبانيا
- قناة روكيفافور، فرنسا تم بناؤها بين عامي 1842 و1847
- قناة وينيبيغ، في مانيتوبا، كندا - تم بناؤها بين عامي 1915 و1919
- قناة آكويدوك، في كيبك، كندا
- نفق مياه بايات هامي وهو عبارة عن قناة تمتد تحت سطح الأرض لمسافة تبلغ 120 كيلومترًا (نفق يجري دونما انقطاع) تربط بين بحيرة بايات هامي إلى هلسنكي الكبرى.
- قناة وان مات سامان، في قدح، ماليزيا - تم بناؤها بين عامي 1900 و1909
- قناة ماثور في ولاية تامل نادو، بالهند
- قناة بونتسيسيلت في ويلز
- إحياء القنوات الإسبانية في المكسيك:
  - قناة كويريتارو، في المكسيك - تم بناؤها بين عامي 1726 و1738، بطول 1.3 كم وتتميز بوجود 74 قنطرة.
  - قناة موريليا، ميتشواكان تم بناؤها بين عامي 1735 و1738.
  - قناة آكامبارو، غواناخواتوتم بناؤها عام 1528.[9]
  - قناة تشابولتيبيك، المكسيك (المنطقة الفيدرالية)
- قناة كافالا، القرن السادس عشر قناة عثمانية في كافالا، باليونان
- ليفادا، 1.350 ميل (2.170 كم) طولاً قنوات تم إنشاؤها في القرن السابع عشر في الجزيرة البرتغال في ماديرا.
- قناة إيسبادا، تم بناؤها عام 1735، في سان أنطونيو، بولاية تكساس، الولايات المتحدة.
- قناة كوابين، عبارة عن 24.6-ميل (39.6 كـم) نفق طويل في ولاية ماساتشوستس، الولايات المتحدة.
- قناة وادي تشيكوبي، تجري بطول 13.1-ميل (21.1 كـم) في ولاية ماساتشوستس، الولايات المتحدة.
- قناة مشروع وسط أريزونا
- قناة كاليفورنيا وهي عبارة عن مجموعة من المجاري المائية وخطوط الأنابيب والأنفاق التي تمتد لمسافة 715 ميلاً (1151 كم)، وتقع في الولايات المتحدة.
- قناة ديلاوير، في ولاية نيويورك، الولايات المتحدة - تجري بطول 85 ميلاً (137 كم)، وتعد أطول نفق يجري تحت سطح الأرض على مستوى العالم.
- هاي بريدج، وهو جزء من قناة كروتون السابقة، بُني عام 1848، وهو أقدم جسر باقٍ في مدينة نيويورك.
- سوكي فلولاين ويقع في جزيرة فانكوفير بكندا، يبلغ طوله 4 كم وهو عبارة عن أنبوب خرساني يعتمد على الجاذبية لتوفير المياه لمدينة مدينة فيكتوريا لمدة 55 عامًا.
- قناة نقل المياه الصالحة للشرب في إسرائيل تقع في إسرائيل، وهي عبارة عن نظام طويل من الأنابيب الضخمة والمجاري المائية المفتوحة والأنفاق والخزانات ومحطات الضخ الموجودة على نطاق واسع، ويمتد النظام لمسافة 130 كم لنقل المياه من بحيرة طبريا في شمال البلاد مرورًا بمنتصفها حيث الكثافة السكانية العالية ووصولاً إلى الجنوب القاحل، وتم بناء هذا المشروع بين عامي 1953 و1964.

## معرض الصور

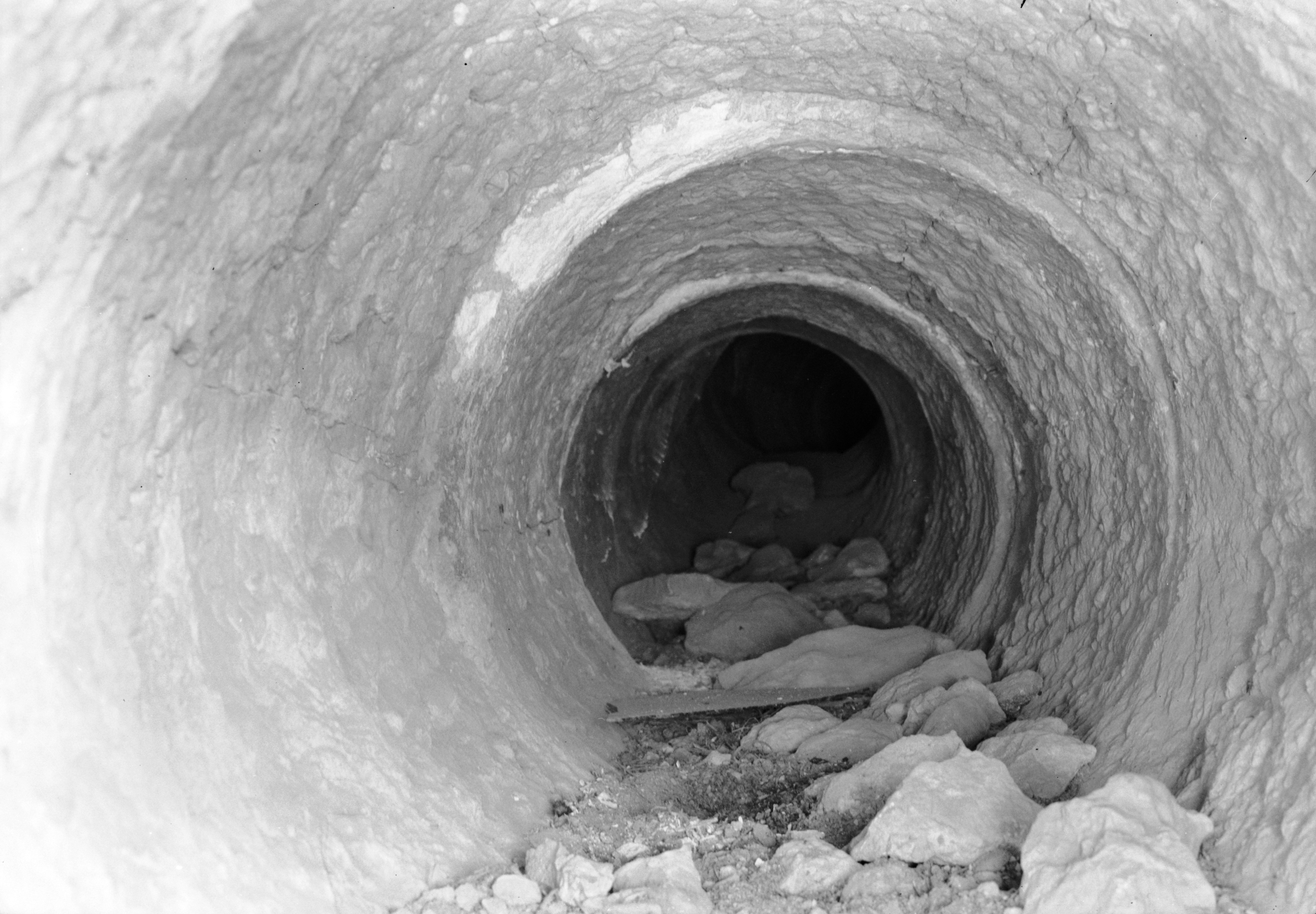
منظر من داخل قناة رومانية من برك سليمانإلى القدس
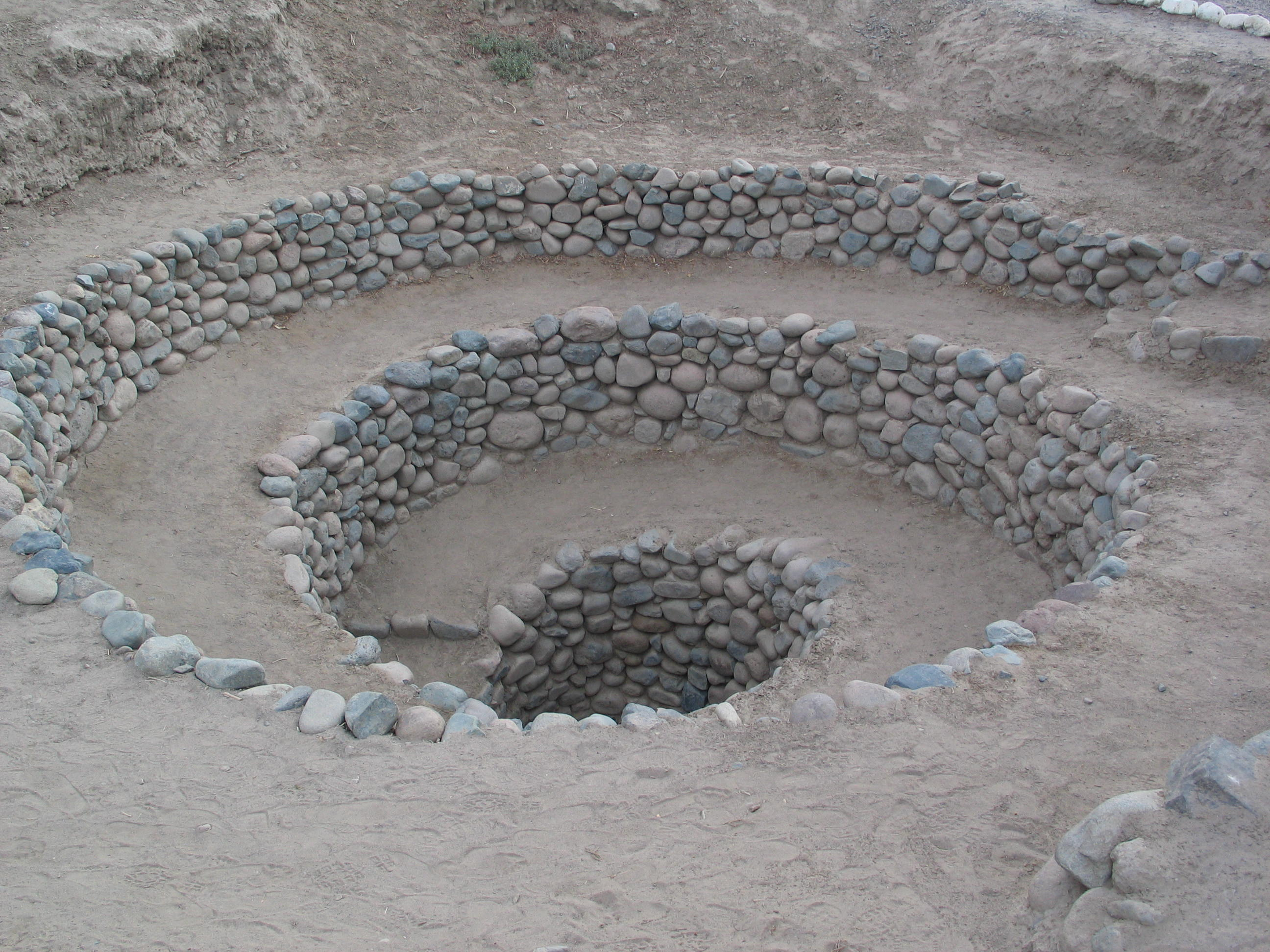
مدخل إلى نظام قنوات قديم يسمى بوكيز بالقرب من نازكا
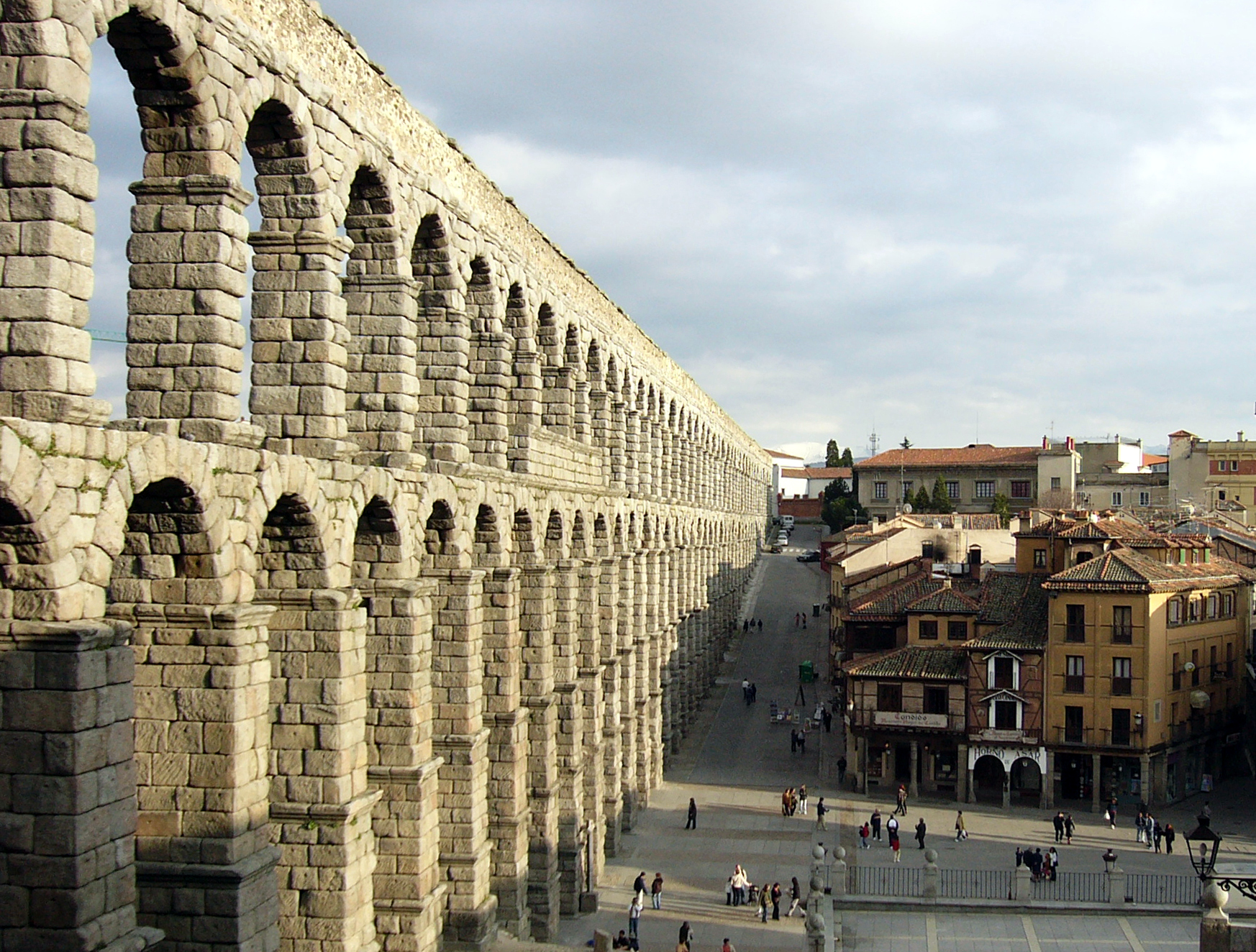
قناة في شقوبية، إسبانيا
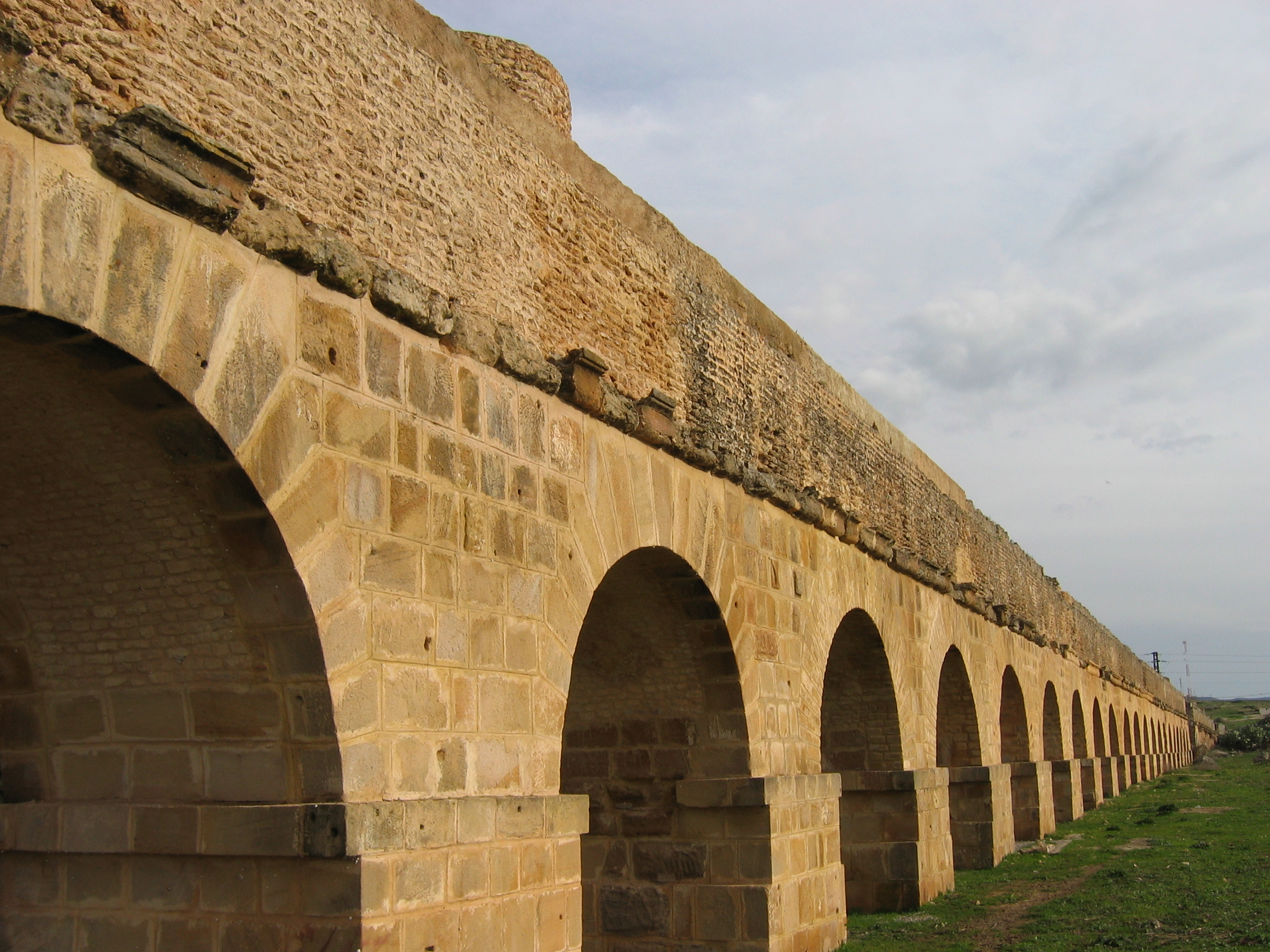
قناة رومانية توصل المياه إلى قرطاج، تونس
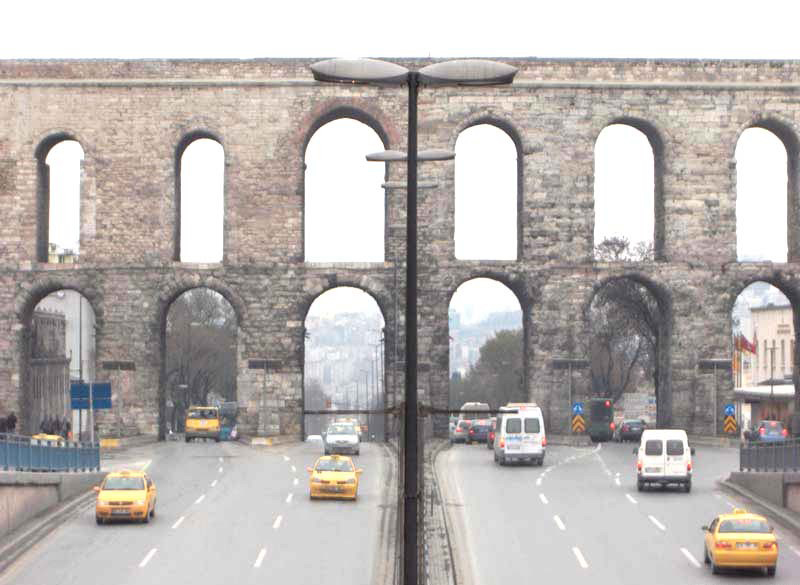
قناة فالنس، إسطنبول، تركيا
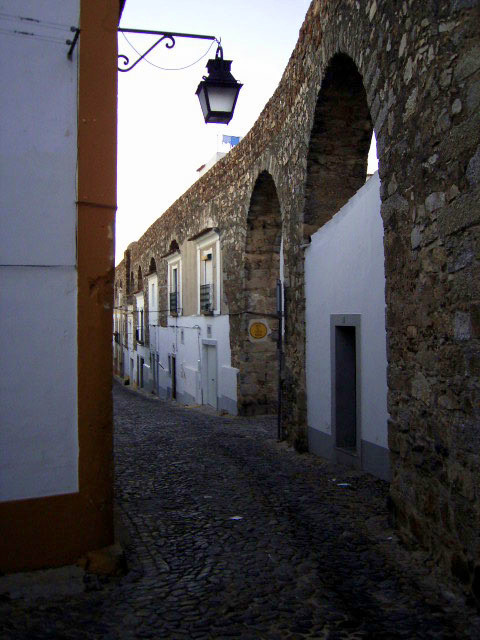
منازل تقليدية مبنية بين قناطر قناة آجوا دا براتا في يابرة، البرتغال
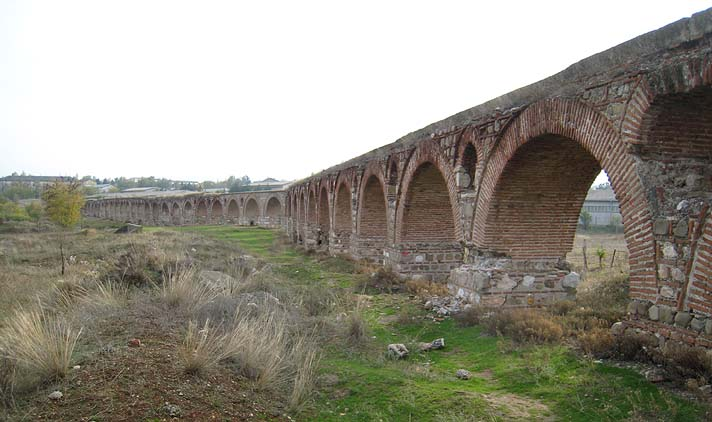
العهد الرومانيقناة سكوبيه بالقرب من مدينة سكوبيه، مقدونيا
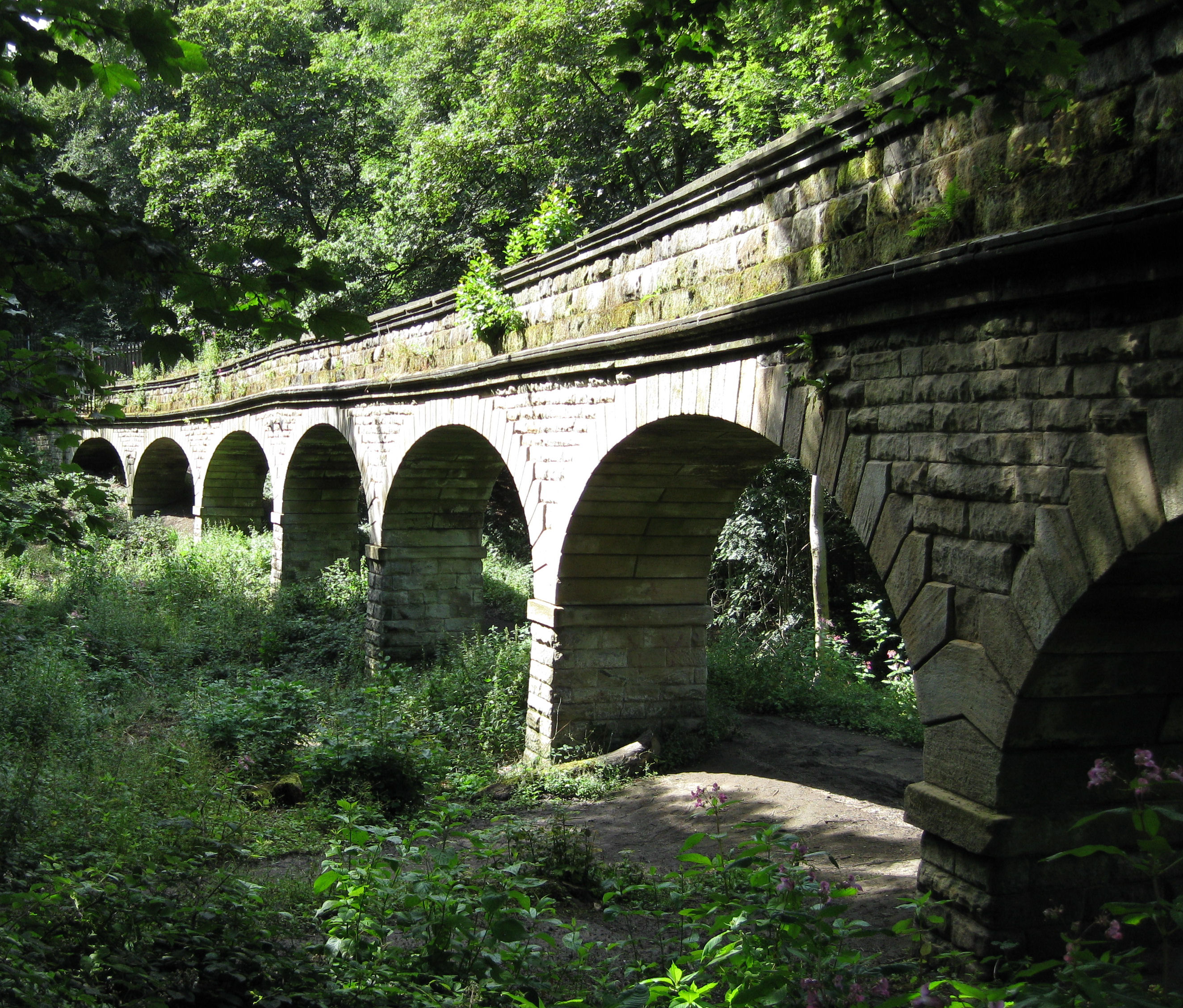
قناة صغيرة غير مستخدمة في ليدز، إنجلترا

## وصلات خارجية
- Imperial Rome Water Systems
- 600 Roman aqueducts with 25 descriptions in detail